# 氯化(5,10,15,20-四苯基卟啉基)二氯化磷
氯化(5,10,15,20-四苯基卟啉基)二氯化磷是一种有机化合物，化学式为[C44H28N4PCl2]+Cl−。它可由5,10,15,20-四苯基卟啉和三氯氧磷在干燥的吡啶中反应得到，经柱分离、重结晶后可以得到紫色的长针状晶体。它和醇在吡啶中反应，连接磷的两个氯会被相应的烷氧基取代。